# 伊利石

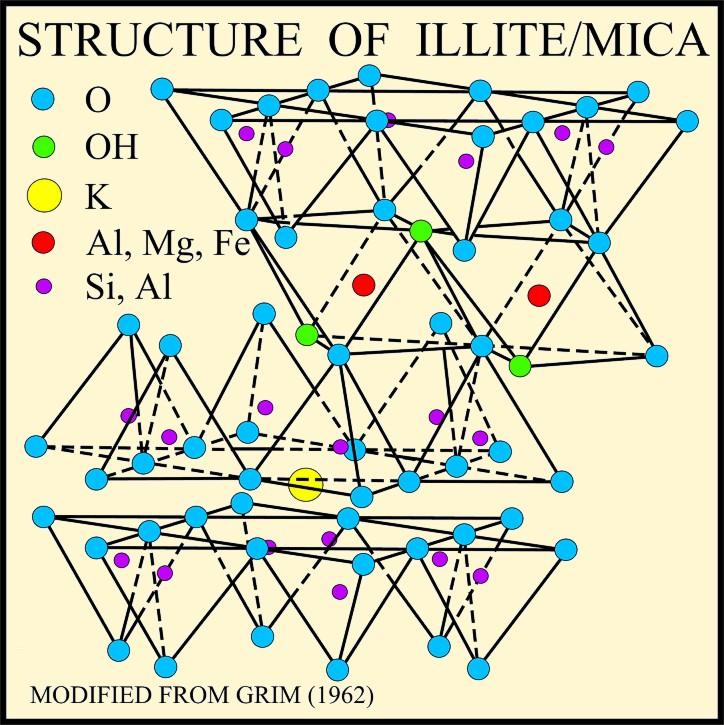
伊利石云母的结构—美国地质调查局。

伊利石（英語：Illite）又稱伊來石，是一组紧密关联的非膨胀粘土矿物，属于次生矿物析出物，是层状硅酸盐或层状铝硅酸盐的一种实例。其结构为二氧化硅四面体（T）-氧化铝八面体（O）-二氧化硅四面体（T）层的二合一夹层，这种T-O-T层序间的空间被低水合度的钾离子占据，这也是导致不膨胀的原因。结构上，伊利石与白云母非常相似，硅、镁、铁和水略多，四面体铝和单元层间的钾略少。化学式为(K,H
3O)(Al,Mg,Fe)
2(Si,Al)
4O
10[(OH)
2 ·  (H
2O)]，但存在相当多的离子（同构）置换，并以小的单斜灰色到白色晶体的集合体出现。由于尺寸较小，通常需要进行X射线衍射或扫描式电子显微镜-能谱仪（SEM-EDS）分析才能确定。伊利石是白云母和长石在风化和热液环境中的蚀变产物，它可能是绢云母（Sericite）的一种成分，常见于沉积物、土壤、泥质沉积岩以及一些低级变质岩中。沉积物中伊利石族中的富铁成员之一海绿石则可通过x射线分析来辨别。
伊利石的阳离子交换容量（CEC）小于蒙脱石，但高于高岭石，通常约为20–30毫当量/100克。  
1937年，在美国伊利诺伊州卡尔霍恩县的马科基塔页岩中首次发现了伊利石，该名称就源自其在伊利诺伊州的出产地。
伊利石又称水云母或水白云母。钠伊利石（Brammallite）是一种富含钠的类似物，而钾铬云母（Avalite）则是一种含铬的品种，已在塞尔维亚贝尔格莱德的阿瓦拉山被发现到

## 伊利石结晶度
伊利石的结晶度已被用作含粘土岩石在成岩作用和低级变质作用下变质程度的指标，随着温度的升高，伊利石被认为会转变为白云母。